# Площадь Мая

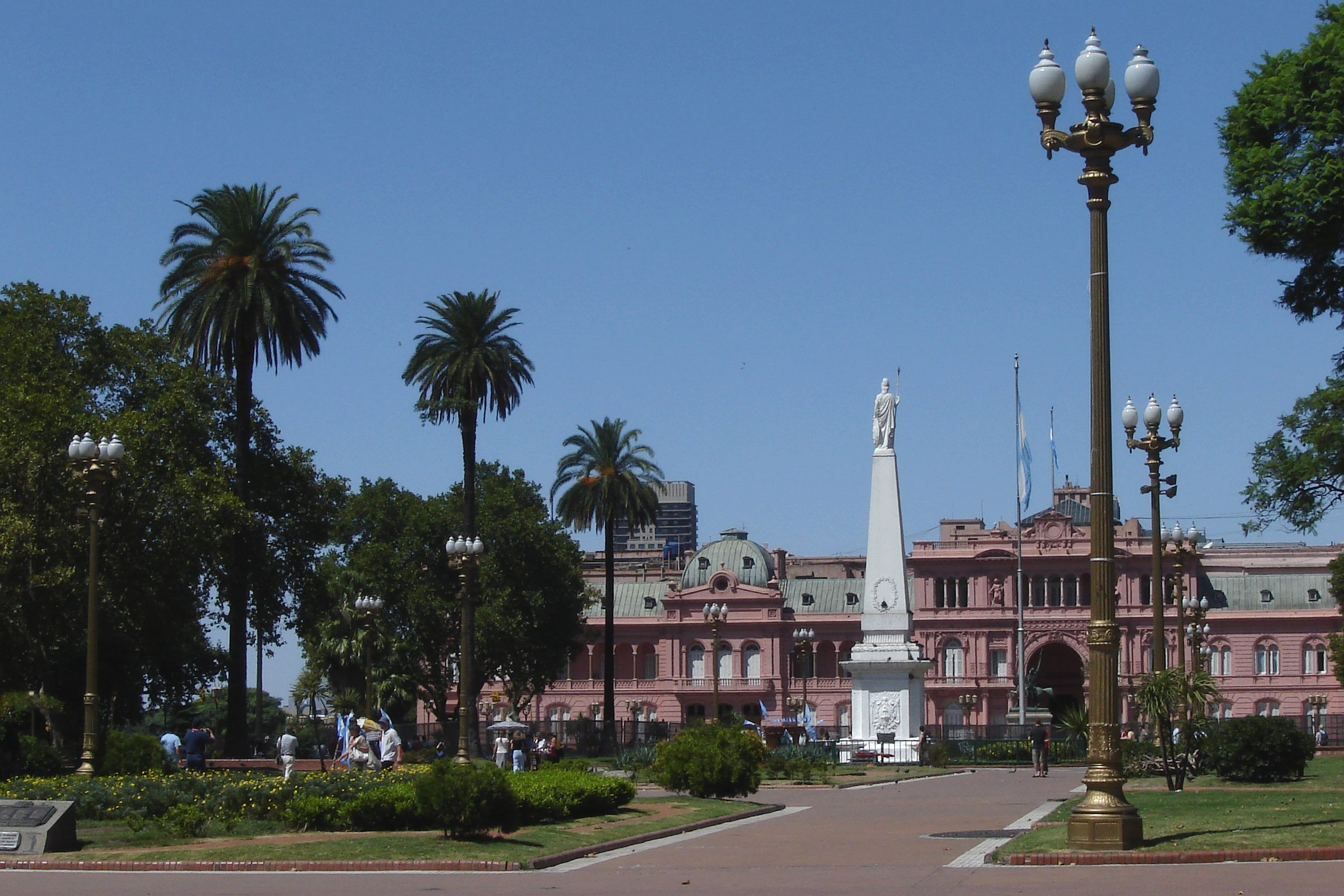
Площадь Мая

Площадь Мая (исп. Plaza de Mayo) — центральная площадь столицы Аргентины города Буэнос-Айреса. Расположена между улицами Иполито Иригоена, Балькарсе, Ривадавия и Боливара. Существует с 1580 года и является местом, с которого начал отстраиваться Буэнос-Айрес. В 1810 году на площади происходили главные события Майской революции, в честь которой она была названа. 13 сентября 1816 года на Майской площади была провозглашена независимость Аргентины, а 21 октября 1860 года — было объявлено о принятии конституции Аргентины. Свой современный вид площадь приобрела в 1884 году, после сноса Старой Галереи и объединения двух площадей, которые были на этом месте раньше.

## План площади
| Восток                           |                             |                       |                       |                                                   |
| Север                            |                             |                       |                       | Юг                                                |
| Здание спецслужб                 | Резиденция президента       | Резиденция президента | Резиденция президента | Министерство экономики и финансов                 |
| Банк аргентинской нации          | Майская площадь             | Майская площадь       | Майская площадь       | Федеральная администрация государственных доходов |
| Кафедральный собор Буэнос-Айреса | Майская площадь             | Майская площадь       | Майская площадь       | Банки                                             |
| Улица Роке Саэнс Пенья           | Муниципалитет Буэнос-Айреса | Майская улица         | Ратуша                | Улица Хулио А. Годы                               |
| Запад                            |                             |                       |                       |                                                   |

## История

### Колониальная эпоха
В 1573 году король Испании Филипп II Габсбург издал приказ, который определял, какими должны быть испанские колонии в Америке, их улицы и площади. Согласно королевскому приказу главная площадь города должна быть прямоугольной, и шириной вдвое меньше длины. Тем не менее, когда Хуан де Гарай 11 июня 1580 года создавал город Буэнос-Айрес, он определил главной площадью квадрат со стороной в 117 метров, что составило примерно половину от её нынешнего размера. Эта площадь находилась между нынешними улицами Ривадавия, Иполито Иригоэна, Боливара и Обороны.
Остальная часть площади, которая находилась между современными улицами Балькарсе, Иполито Иригоена, Ривадавия и Обороны, была отдана в собственность губернатору Хуану Торресу де Вера-и-Арагон, который так и не начал там строительство. В 1608 году управляющий общины направил просьбу предоставить эти земли для расширения главной площади, но в это же время иезуиты с разрешения губернатора Эрнандо Арьясом де Сааведра в северной части этого участка построили часовню и несколько домов. В 1617 году иезуиты открыли здесь коллегию и расширили церковь. С 1609 года в течение двух веков на главной площади Буэнос-Айреса регулярно проводилась коррида.

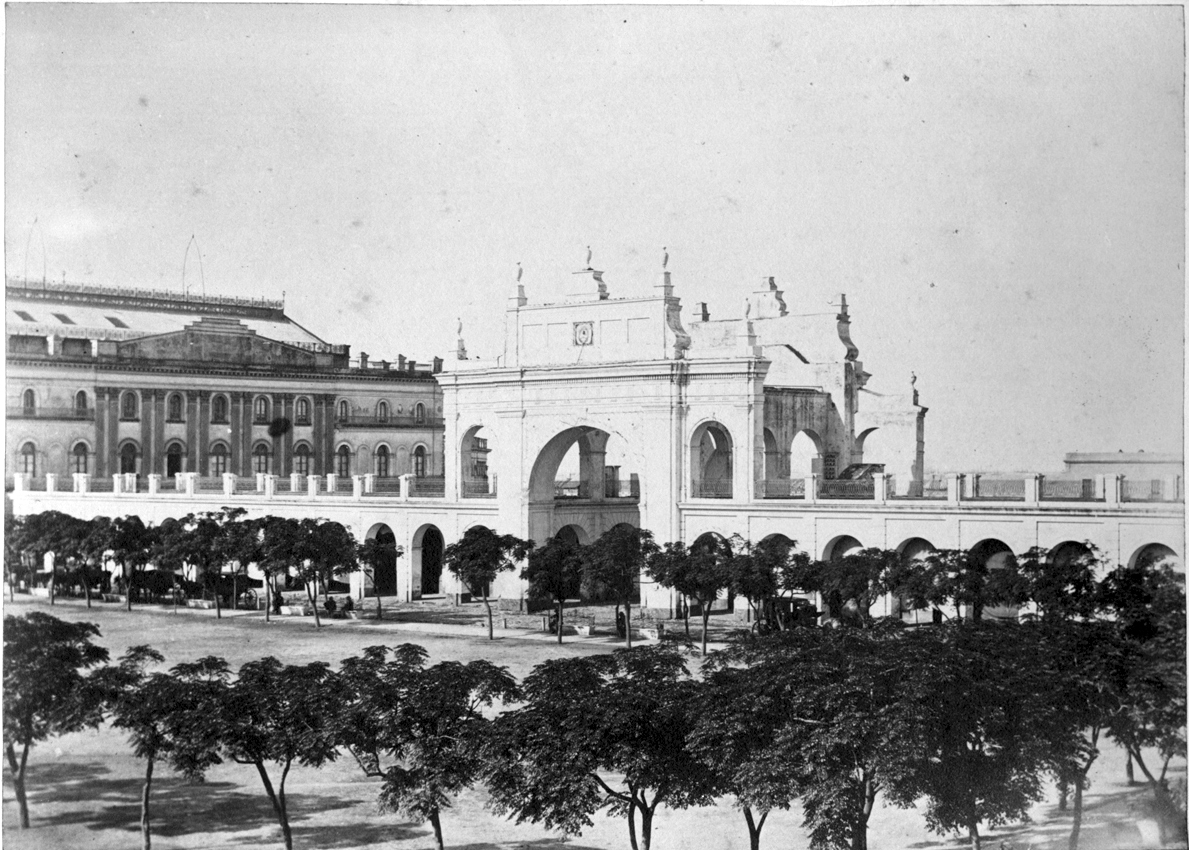
Галерея выстроенная на площади в 1804 году

В 1619 году были построены несколько жилых домов напротив часовни, отделенные от неё переулком. Губернатор не заплатил рабочим и, проиграв дело в суде, чтобы выплатить долг вынужден был продать свои земли Педро де Рохасу-и-Асеведо в 1643 году. В 1645 году вдова Рохаса пожертвовала их иезуитам. В 1649 году владельцы поместья Веры-и-Сарате также уступили права на него в пользу иезуитов, которые таким образом стали законными владельцами всей восточной части современной Майской площади. Поскольку здания, находившиеся на площади в то время, были в плохом состоянии и стояли посреди сектора обстрела крепости, которая была построена на побережье Ла-Платы, губернатор Алонсо Меркадо-и-Вильякорта выкупил их в 1661 году и снес. Таким образом, появилось пространство между крепостью и Главной площадью, которое получило название Плацдарм и было обычным пустырем.
Тем не менее, стены церкви продолжали существовать и с 1680 года в них размещался военный форпост для защиты от индейцев. С 1695 года там жил служащий, который следил за ценами на продукты, которые продавались на площади. С 1717 года в этих стенах размещался каретный сарай церковнослужителей, а впоследствии — губернаторов и вице-королей. В 1822 году из-за плохого состояния здания оно было снесено. Таким образом главная площадь Буэнос-Айреса стала пустырем без единой постройки, который в дождливую погоду превращался в болото. В 1725 году иезуитский архитектор Андрес Бланки заложил на площади ратушу с 11 арками, строительство которой затянется на много десятилетий.
В 1763 году состоятельный дон Франсиско Альварес Кампана предложил тогдашнему губернатору Педро де Севальосу на собственные средства построить галерею (исп. recova), которая бы разделила центральную площадь Буэнос-Айреса на две части и использовалась бы для торговли. Работы по сооружению галереи начались лишь в 1803 году. Сначала галерея была образована двумя арками с одиннадцатью аркадами, разделенными переулком. В 1804 году аркады соединили большой центральной аркой, которая получила название Арка Вице-королей. Позже галерея состояла уже из 44 арок и была построена поперёк площади с севера на юг из обожженного кирпича в стиле классицизма дорического ордера. Того же года вице-король Рафаэль де Собремонте издал указ, по которому жители всех домов на центральной площади должны соорудить у себя аркады, которые бы гармонировали с Ратушей и Галереей.
В 1806 — 1807 годах площадь стала основным полем боя между жителями Буэнос-Айреса и британскими захватчиками. Восточная часть площади называлась Цитадельной, поскольку находилась между крепостью и галереями, или Базарной, там находилось главное торжище города, а западная часть, которая находилась перед ратушей — Главной, а после английских вторжений в город в 1806—1807 годах — стала носить имя Победы.

### Первые годы независимости
Двадцать пятого мая 1811 года в рамках празднования годовщины Майской революции площадь переименовали в Площадь 25 Мая. Также на ней была сооружена Майская пирамида — первый патриотический памятник Аргентины. 8 октября 1812 года площадь стала эпицентром революции, которая свергла Первый Триумвират (тогдашнее правительство Аргентины). В 1815 году на площади были установлены 4 статуи, которые олицетворяли Европу, Азию, Африку и Америку.
В 1818 году началось строительство новой галереи по улице Ратушной (ныне Иполито Иригоена), следовательно предыдущая галерея стала называться старой. В 1853 году была разрушена крепость, а на её месте построена новая таможня по проекту английского архитектора Сэма Тейлора. 23 мая 1854 года на Майской площади была торжественно принята Конституция Аргентины. В честь этого события было установлено четыре пирамиды в готическом стиле, украшенные цветами и надписями.

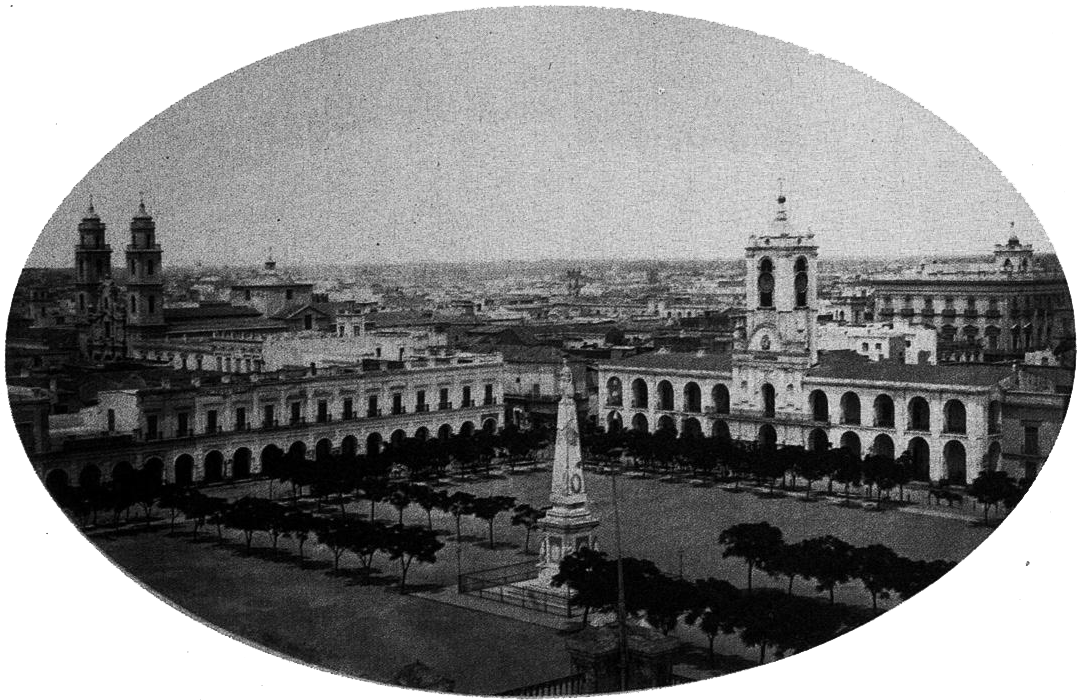
Вид на площадь. 1890 год

В 1856 году была отреставрирована Майская Пирамида, которая в то время располагалась по центру Площади Победы, на вершину пирамиды была поставлена статуя женщины, которая ныне считается символом Аргентины. Также на площади были установлены скамейки, разбиты сады и высажено 300 деревьев мелии. Двадцать пятого мая было проведено газовое освещение для ратуши, кафедрального собора, муниципалитета, галереи и крепости. В последующие два года были вымощены камнем тротуары по всему периметру площади и перед собором, также были установлены скамейки из белого мрамора. В 1857 году по проекту Шарля Анри Пельегрини между улицами Ривадавия, Реконкисты и Митрэ было построено первое здание театра Колон.
Во времена правления Хуана Мануэля де Росаса страна переживала серьёзные экономические трудности, в связи с чем некоторые объекты государственной собственности были выставлены на продажу. Среди них была и Старая Галерея. Первый аукцион по её продаже состоялся 27 октября 1835 года. 29 сентября 1836 года её выкупил Томас де Анчорена, в собственности семьи которого Галерея оставалась до 1883 года. В 1883 году мэр города Торкуато де Альвеар предложил архитектору Хуану Антонио Бускьяццо снести Галерею ради расширения площади. В 1884 году Галерея была экспроприирована городской властью и снесена с помощью 700 рабочих за 9 дней. Через несколько лет семья Анчорена отсудила у Муниципалитета значительную денежную компенсацию за это решение. Таким образом 17 мая 1884 две площади (Победы и 25 мая) были объединены в одну под названием Майская площадь. Затем была снесена мостовая улицы Обороны, которая пересекала площадь, и рельсы трамвая, который по ней проходил.

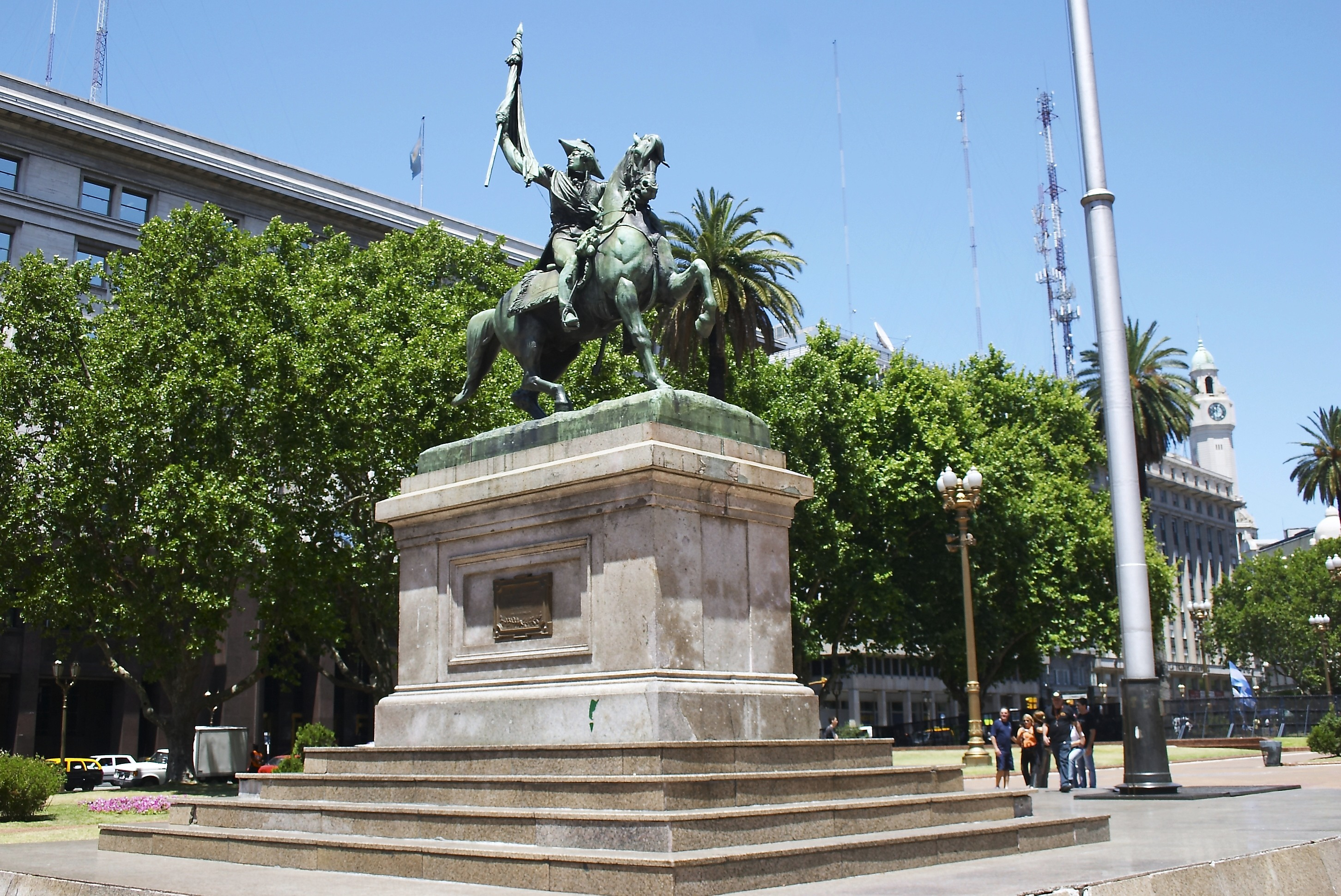
Открытый в 1873 году Конный памятник генералу Мануэлю Бельграно

В 1885 году по проекту архитектора Хуана Антонио Бускьяццо и инженера Хосе Марайни напротив нынешней Каса-Росада, на углу улиц Ривадавия и 25 мая, было возведено здание Биржи Буэнос-Айреса. В 1870 году была создана комиссия генерала Бартоломе Митре, Энрике Мартинеса и Мануэля Хосе Гэррик, которая занималась вопросом установления на площади конной статуи Мануэля Бельграно. Создание статуи героя было доверено французскому скульптору Альберу-Эрнесту Каррье-Белльозу, а лошадь — Мануэлю де Санта Колома. Лошадь Бельграно стала первой скульптурой, выполненной аргентинцем. Памятник был открыт Доминго Фаустино Сармьенто 24 сентября 1873 года. До 1886 года статуя находилась в центре Площади 25 мая лицом на запад, но потом её перенесли напротив нового Дома Правительства, заменившего крепость, и установили лицом на север.
В 1870 году на Площади Победы было также установлено два фонтана в ренессансном стиле к востоку и западу от Пирамиды. Впоследствии фонтаны были перенесены на перекресток улиц 9 июля и Кордовы. В 1882 году было предложено заменить мелии на Майской площади на финиковые пальмы. При содействии Доминго Фаустино Сармьенто пальмы были привезены из Рио-де-Жанейро. В 1888 году здание театра Колумба после реконструкции занял Национальный банк Аргентины. 13 апреля 1890 года после основания партии «Гражданский союз» состоялась манифестация на Майской площади, которая стала первой народной политической демонстрацией в Аргентине. В 1898 году по проекту архитекторов Оберга, Кихльберга и Тамбурини в восточной части площади был сооружен Кассу-Росадо — резиденция исполнительной власти Аргентины.

### XX век
В 1891 — 1902 годах на базе проекта Хуана Антонио Бускьяццо был построен Дворец правительства города Буэнос-Айреса, расположившийся в западной части площади. В конце XIX века площадь пережила ещё одну основательную реконструкцию под руководством Карлоса Тайса, который заменил некоторые пальмы на платаны, заменил газоны, плитку, решетки, проложил аллеи, которые пересекали площадь накрест.

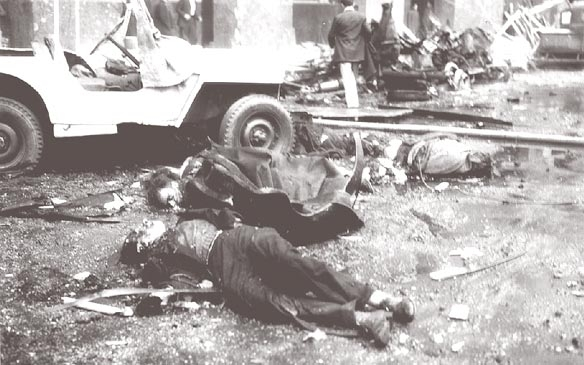
Вид на площадь после бомбардировки 1955 года, унёсшей жизни более 300 человек

Также на площади было установлено электрическое освещение. В 1904 году в рамках подготовки к празднованию столетия Майской революции было предложено заменить Майскую пирамиду на более величественный монумент. Был проведен конкурс, но новый памятник так и не был выбран, в 1912 году Майскую пирамиду перенесли в центр площади. В 1913 году под площадью начал функционировать метрополитен, а в южной части площади был открыт вход на станцию «Майская площадь».
9 июня 1942 года Майская площадь декретом № 122.096 была признана историческим памятником. В 1942 году по проекту архитекторов Фитте и Морелли на месте дома Антонио Гонсалеса Балькарсе и старого здания Национального конгресса Аргентины, где проводились заседания в 1864—1905 годах, был построен Национальный ипотечный банк. Сейчас в этом здании находится Федеральная администрация государственных доходов. В 1940 году старые здания Биржи и Национального банка были снесены. На их месте было построено новое здание в стиле классицизма по заказу Банка аргентинской нации. Оно было введено в эксплуатацию в 1955 году. 

17 октября 1945 года на Майской площади состоялась многолюдная демонстрация, которая добилась освобождения Хуана Перона, который впоследствии был избран президентом Аргентины.

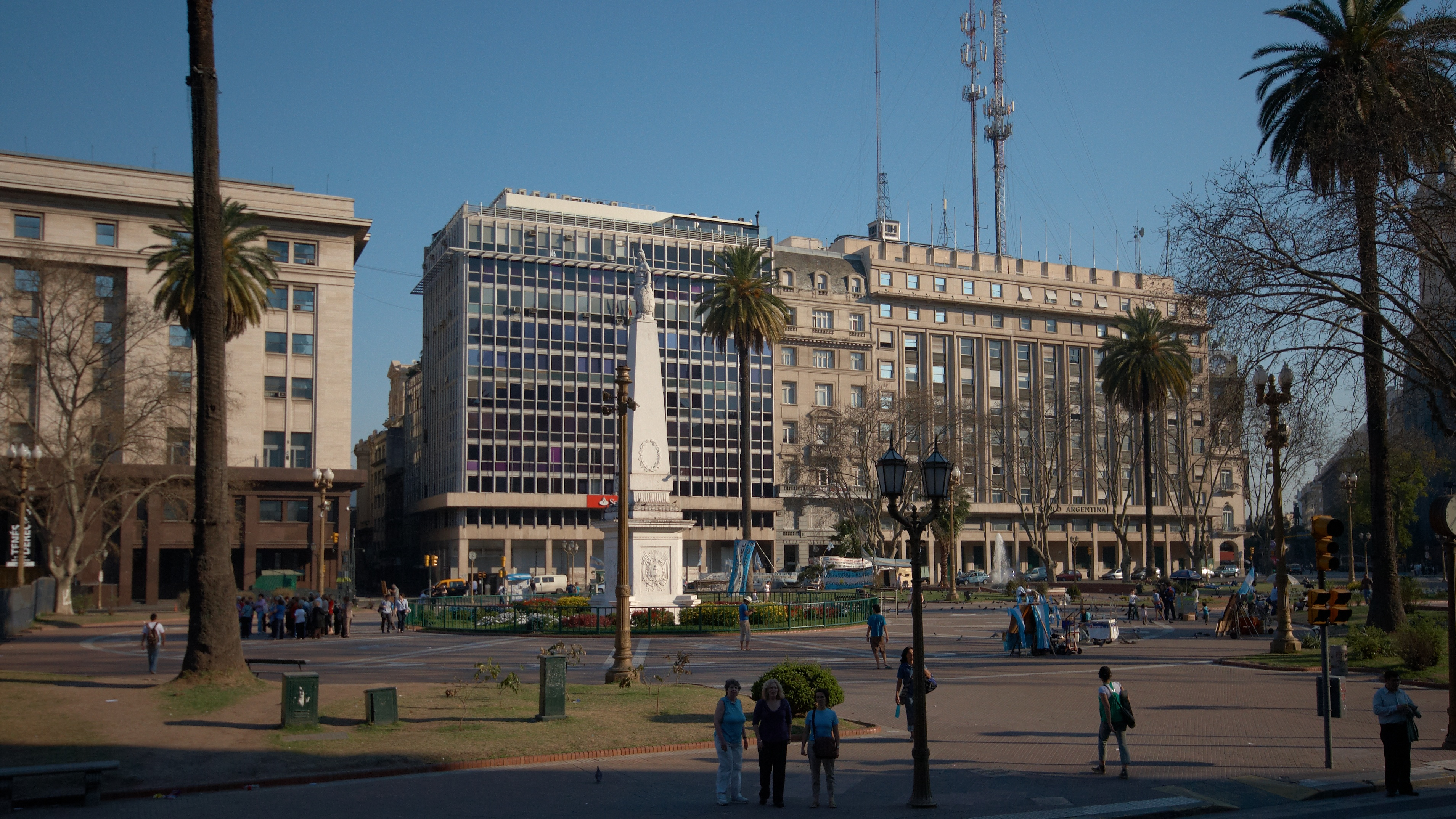
Майская пирамида перенесенная в центр площади

 15 апреля 1953 года на площади произошел террористический акт, 5 человек погибли и 95 были ранены. 16 июня 1955 года Майская площадь пережила бомбардировку Морской авиацией и ВВС Аргентины при попытке государственного переворота. Более 300 человек погибло.
В 1977 году площадь пережила очередную реконструкцию, в ходе которой были разбиты клумбы площадью 3000 м², была установлена оросительная система и проложены дорожки шириной 6 метров и тротуары общей площадью 800 м². Белую плитку заменили на коричневую. Было также установлено четыре танцующих фонтана вокруг Пирамиды. В 1977—1983 годах на Майской площади произошло большое количество митингов против военной диктатуры, Фолклендской войны, нарушений прав человека, в их числе выступление матерей Площади мая.

### XXI век
29 марта 2000 года архиепископ Буэнос-Айреса посадил перед Кафедральным собором оливковое дерево в знак годовщины архиепископства и «компромисса между различными религиями в стране». 19—20 декабря 2001 года Майская площадь стала местом развития событий в ходе общественных протестов, вызванных экономическим кризисом в стране, в которых погибло несколько человек. 10 марта 2005 года историческим памятником декретом № 1.653 было провозглашено место у Майской пирамиды, где собирались с 1977 года матери Площади мая, которые отстаивали права своих детей, репрессированных во времена «Грязной войны».
В 2017 году площадь была закрыта на реконструкцию. По задумке архитекторов к 25 мая (либо к 9 июля) 2018 года она обзаведётся новой подсветкой и вернёт себе исторический «белый» облик.